# Фейт, Дон Карлос
Дон Карлос Фейт-младший (26 августа 1918 — 1 декабря 1950) — офицер армии США, участник Второй мировой и Корейской войн. Награждён посмертно медалью Почёта за свои действия в Корее с 27 ноября по 1 декабря 1950 года. В 1976 году подполковник Фейт был посмертно введён в зал славы школы кандидатов в офицеры Форт-Беннинга, штат Джорджия.

## Биография

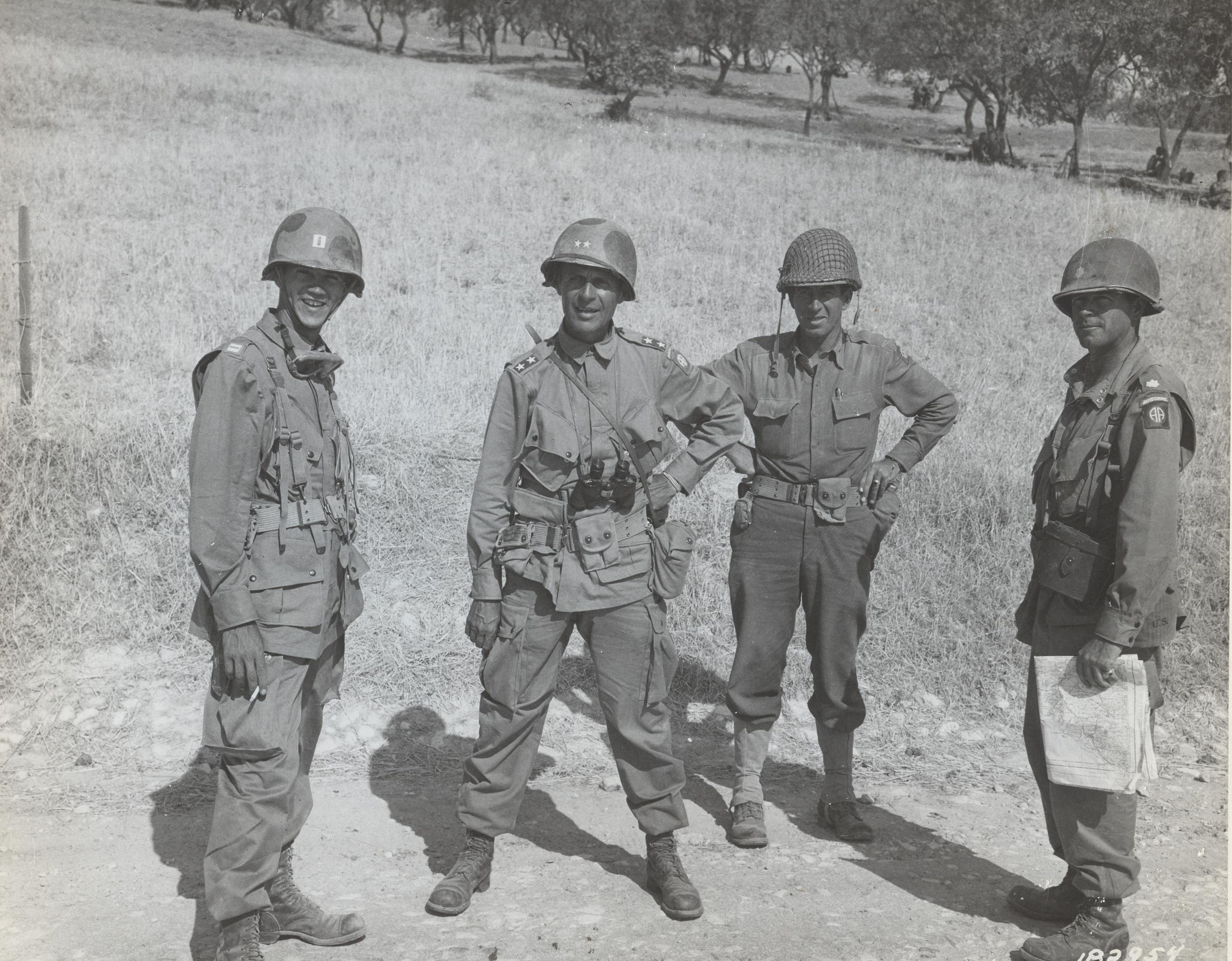
Генерал-майор Мэтью Риджуэй (в центре) со своим штабом в Рибера, Сицилия, 25 июля 1943 года. Справа от Риджуэя - капитан Фейт.

Фейт родился 26 августа 1918 года в г. Вашингтон, штат Индиана. Он сын бригадного генерала Дона Карлоса Фейта. Его сочли непригодным по состоянию здоровья для поступления в военную академию США в Уэст-Пойнте и вместо этого он поступил в Джорджтаунский университет. Там он вошёл в состав организации Дельта Фи Эпсилон, Братства профессиональной дипломатической службы.
С приближением решения о вступлении США о Вторую мировую войну Конгресс в 1940 году принял закон о выборочном обучении и службе. Дона Фейта вызвали на медосмотр, но его опять забраковали из-за состояния его зубов. Однако Фейту удалось добиться пересмотра решения комиссии и 25 июня 1941 года он был зачислен в армию по завершении обучения в Джорджтаунском университете. По завершении школы кандидатов в офицеры он был призван 26 февраля 1942 года.
Лейтенант Фейт вступил в ряды 82-й парашютной дивизии и провёл в её составе оставшееся время войны. Он служил адъютантом бригадного генерала Мэтью Риджуэя и штабным офицером дивизии. Фейт участвовал во всех боевых десантированиях дивизии в ходе войны: в Северной Африке, Сицилии, Нормандии, Голландии и Германии. Он был награждён двумя Бронзовыми звёздами и был повышен в звании до подполковника, поступил в штаб к генералу Максуэллу Тейлору.
После второй мировой войны Фейт служил в военной миссии в Китае, до её отзыва. Его следующим назначением стал пост командира батальона 7-й пехотной дивизии в Японии. С началом войны в Корее летом 1950 года Фейт со своей дивизией был переброшен в Корею с задачей остановить вторжение северокорейцев. Фейт был командиром первого батальона 32-го пехотного полка. Боевая команда 31-го полка двигалась в составе отряда к реке Ялу и находилась на восточном берегу Чосинского водохранилища, когда 27 ноября китайская армия народных добровольцев предприняла массированную ночную атаку. Так началась битва за Чосинское водохранилище, продлившееся до 13 декабря 1950 года.
Во время отчаянного отступления конвоя на юг по единственной дороге 1 декабря командир боевой команды 31-го полка полковник Аллан Д. Маклин был убит, командование полком перешло к Фейту. В тот же день Фейт возглавил атаку против блокпоста КНА где получил ранение осколками гранаты. Фейта погрузили в грузовик который с рядовым Расселом Барни стал единственным, прорвавшимся через последний блокпост. Северокорейцы обстреляли грузовик из лёгкого стрелкового оружия, убив Фейта. Барни оставил грузовик и добрался до линий ООН, где позднее дал отчёт о происшедшем. Фейт был отмечен пропавшим без вести, как и все убитые и раненые (добитые северокорейцами), оставленные в покинутых грузовиках конвоя.
Президент США Гарри Трумэн наградил посмертно медалью Почёта подполковника Дона Фейта-младшего, председатель Объединённого комитета начальников штабов США генерал армии Омар Брэдли вручил медаль Барбаре Фейт на церемонии 21 июня 1951 года. Наградная цитата и общий приказ № 59 управления наградами армии были опубликованы 2 августа 1951 года.
Позднее запись о Фейте была изменена на «убит в бою», тело было найдено только спустя 62 года у Чосинского водохранилища полевой поисковой командой Объединённым командованием учёта пленных и пропавших без вести. Останки были идентифицированы путём изучения ДНК, объявление было сделано 11 октября 2012 года в офисе командования. Тело Фейта было похоронено 17 апреля 2013 года на Арлингтонском национальном кладбище с полными военными почестями.

## Даты повышения
- Поступление на службу – 25 июня 1941
- Второй лейтенант – 27 февраля 1942
- Первый лейтенант – 15 июля 1942
- Капитан – 24 февраля 1943
- Майор – 10 мая 1944
- Подполковник – 16 июня 1945[7]

## Награды и знаки отличия
|                                                                                      | Значок боевого пехотинца со звездой                                                                            |
|                                                                                      | Parachutist Badge с четырьмя звёздами боевых высадок                                                           |
|                                                                                      | Медаль Почёта                                                                                                  |
|                                                                                      | Серебряная звезда                                                                                              |
| Бронзовый пучок дубовых листьев · Бронзовый пучок дубовых листьев                    | Бронзовая звезда (3)                                                                                           |
| Бронзовый пучок дубовых листьев                                                      | Пурпурное сердце (2)                                                                                           |
|                                                                                      | Президентская благодарность подразделению                                                                      |
|                                                                                      | Медаль «За защиту Америки»                                                                                     |
|                                                                                      | Медаль «За Американскую кампанию»                                                                              |
| Серебряная звезда за службу · Бронзовая звезда за службу                             | Медаль «За Европейско-африканско-ближневосточную кампанию» с наконечником стрелы и шестью звёздами за кампанию |
|                                                                                      | Медаль Победы во Второй мировой войне                                                                          |
|                                                                                      | Медаль «За службу в оккупационной армии»                                                                       |
|                                                                                      | Медаль «За службу национальной обороне»                                                                        |
| Бронзовая звезда за службу · Бронзовая звезда за службу · Бронзовая звезда за службу | Медаль «За службу в Корее» с тремя звёздами за кампанию                                                        |
|                                                                                      | Медаль «За службу ООН в Корее»                                                                                 |
|                                                                                      | Медаль «За службу на Корейской войне»                                                                          |
|                                                                                      | Благодарность президента Республики Корея                                                                      |

## Наградная запись к медали Почёта
Общие приказы: департамент армии, общие приказы № 59 (2 августа 1951)
Дата боестолкновения: 27 ноября – 1 декабря 1950
Род войск: армия
Звание: подполковник
Рота: командир
Батальон: первый батальон
Полк: 32-й пехотный полк
Дивизия: 7-я пехотная дивизия
Цитата:
Президент Соединённых штатов Америки от имени Конгресса с гордостью вручает медаль Почёта (посмертно) подполковнику (пехота) Дон Карлосу Фейту-младшему (ASN: O-46673), армия США за выдающуюся храбрость и отвагу, проявленные в бою  при выполнении и перевыполнении долга службы в ходе командования первым батальоном 32-го пехотного полка седьмой пехотной дивизии в бою против вражеских сил агрессора у Хагари-ри (Чосинское водохранилище), Северная Корея с 27 ноября по 1 декабря 1950 года. Когда противник предпринял фанатичную атаку против его батальона подполковник Фейт без колебаний вышел под плотный вражеский огонь, чтобы руководить сражением. Когда враг просочился на позиции, подполковник Фейт лично возглавил контратаку, чтобы вернуть позиции. В ходе наступления его батальона с целью соединиться с другим отрядом американских сил подполковник Фейт обследовал путь к этой цели и лично вёл передовые части по льду водохранилища, а затем направлял движение автотранспорта нагруженного ранеными пока все его подчинённые не выбрались из под вражеского огня. После этого он сам пересёк водохранилище. Приняв командование над своим отрядом, он получил приказ пробиваться к союзным частям на юге. Подполковник Фейт несмотря на физическое истощение из-за сильного холода организовал и предпринял наступление, вскоре остановленное вражеским огнём. Он продвигался вперёд через огонь из лёгкого стрелкового и автоматического оружия, поднял людей и лично возглавил атаку, прорвавшую вражеское кольцо. Когда они подошли к крутому повороту дороги, вражеский обстрел с блокпоста прижал колонну к земле. Подполковник Фейт собрал группу и возглавил их наступление на вражеские позиции на правом фланге. Затем он возглавил другую группу и под прямым вражеским обстрелом возглавил атаку на вражеский блокпост, стреляя из пистолета и бросая гранаты. На расстоянии примерно 30 ярдов от блокпоста он получил смертельное ранение, но продолжил комановать наступлением, пока блокпост не был захвачен. В ходе пяти дней боёв подполковник Фейт не думал о своей безопасности и не щадил себя. Каждым своим появлением на позиции во время величайших опасностей он вдохновлял людей. Кроме того, огонь, который он лично вёл со своей позиции во главе людей, в нескольких случаях нанёс ущерб противнику.  Выдающуюся храбрость подполковника Фета и его доблестное самопожертвование при выполнении и перевыполнении долга службы принесли ему высочайшую силу и поддержали высочайшие традиции армии США.
(Эта награда заменила ранее врученную медаль «Серебряная звезда» (с дубовым листом) согласно приказу G.O. No. 32 штаба десятого корпуса от 23 февраля 1951 года за мужество в бою 27 ноября 1950 года  )     
Оригинальный текст (англ.)
General Orders: Department of the Army, General Orders No. 59 (August 2, 1951)
Action Date: November 27 – December 1, 1950
Service: Army
Rank: Lieutenant Colonel
Company: Commanding Officer
Battalion: 1st Battalion
Regiment: 32d Infantry Regiment
Division: 7th Infantry Division
Citation:
The President of the United States of America, in the name of Congress, takes pride in presenting the Medal of Honor (Posthumously) to Lieutenant Colonel (Infantry) Don Carlos Faith Jr. (ASN: O-46673), United States Army, for conspicuous gallantry and intrepidity in action above and beyond the call of duty while Commanding the 1st Battalion, 32d Infantry Regiment, 7th Infantry Division, in action against enemy aggressor forces at Hagaru-ri, (Chosin Reservoir) North Korea, from 27 November to 1 December 1950. When the enemy launched a fanatical attack against his battalion, Lieutenant Colonel Faith unhesitatingly exposed himself to heavy enemy fire as he moved about directing the action. When the enemy penetrated the positions, Lieutenant Colonel Faith personally led counterattacks to restore the position. During an attack by his battalion to effect a junction with another U.S. unit, Lieutenant Colonel Faith reconnoitered the route for, and personally directed, the first elements of his command across the ice-covered reservoir and then directed the movement of his vehicles which were loaded with wounded until all of his command had passed through the enemy fire. Having completed this he crossed the reservoir himself. Assuming command of the force his unit had joined he was given the mission of attacking to join friendly elements to the south. Lieutenant Colonel Faith, although physically exhausted in the bitter cold, organized and launched an attack which was soon stopped by enemy fire. He ran forward under enemy small-arms and automatic weapons fire, got his men on their feet and personally led the fire attack as it blasted its way through the enemy ring. As they came to a hairpin curve, enemy fire from a roadblock again pinned the column down. Lieutenant Colonel Faith organized a group of men and directed their attack on the enemy positions on the right flank. He then placed himself at the head of another group of men and in the face of direct enemy fire led an attack on the enemy roadblock, firing his pistol and throwing grenades. When he had reached a position approximately 30 yards from the roadblock he was mortally wounded, but continued to direct the attack until the roadblock was overrun. Throughout the five days of action Lieutenant Colonel Faith gave no thought to his safety and did not spare himself. His presence each time in the position of greatest danger was an inspiration to his men. Also, the damage he personally inflicted firing from his position at the head of his men was of material assistance on several occasions. Lieutenant Colonel Faith's outstanding gallantry and noble self-sacrifice above and beyond the call of duty reflect the highest honor on him and are in keeping with the highest traditions of the U.S. Army.
(This award supersedes the prior award of the Silver Star (First Oak Leaf Cluster) as announced in G.O. No. 32, Headquarters X Corps, dated 23 February 1951, for gallantry in action on 27 November 1950.
— 